# Anthene turneri
Anthene turneri är en fjärilsart som beskrevs av William Henry Miskin 1890. Anthene turneri ingår i släktet Anthene och familjen juvelvingar. Inga underarter finns listade i Catalogue of Life.